# Copa Colombia
La Copa Colombia, attualmente denominata Copa BetPlay Dimayor per ragioni di sponsorizzazione, è un torneo calcistico a cui partecipano le squadre appartenenti alla División Mayor del Fútbol Colombiano (DIMAYOR), l'organismo che amministra ed organizza le divisioni professionistiche del campionato colombiano di calcio.

## Storia
Le prime due edizioni della coppa si svolsero rispettivamente nelle stagioni 1950-51 e 1952-53 e furono disputate con un formato a eliminazione diretta basato su partite in casa e in trasferta. Nel 1956 fu organizzata una nuova edizione del concorso con un formato completamente diverso, ma questa edizione fu annullata.
Nel 1963 la Federazione colombiana consegnò al Millonarios un trofeo commemorativo per celebrare la vittoria consecutiva di tre campionati (1961, 1962 e 1963) dato che le edizioni stagionali della coppa non furono disputate. Diversamente dalla DIMAYOR, il Millonarios considera il trofeo onorifico come un vero e proprio titolo.
Nel 1981 si svolse una nuova edizione del torneo con una formula diversa rispetto alle precedenti; vi parteciparono le dieci squadre escluse dalla fase finale del campionato (composto all'epoca da 14 squadre). Il titolo successivo fu assegnato nel 1989, anno in cui il campionato colombiano venne sospeso e non fu portato a termine.
Nel febbraio del 2008 venne approvata la creazione di una nuova edizione della Copa Colombia comprendente le 36 squadre della prima e della seconda divisione del campionato colombiano. La nuova formula prevede una prima fase in cui le squadre vengono divise in sei gironi regionali, le migliori due di ciascun girone accedono alle fasi ad eliminazione diretta da disputarsi in doppia gara, andata e ritorno. Dal 2008 la squadra vincitrice della Copa Colombia ha diritto di partecipare alla Copa Sudamericana dell'anno successivo. Nel corso degli anni, il formato della Copa Colombia è stato modificato, mantenendo le due fasi a eliminazione diretta. Dal 2017, il vincitore ottiene un posto nella Copa Libertadores.

## Albo d'oro
| Anno               | Campione               | Risultato (andata - ritorno) | Risultato (andata - ritorno) | Finalista              |
| ------------------ | ---------------------- | ---------------------------- | ---------------------------- | ---------------------- |
| 1950-51 (Dettagli) | Boca Juniors de Cali   | 7 - 6                        | 7 - 6                        | Ind. Santa Fe          |
| 1950-51 (Dettagli) | Boca Juniors de Cali   | 4-2                          | 3-4                          | Ind. Santa Fe          |
| 1952-53 (Dettagli) | Millonarios            | 5 - 0                        | 5 - 0                        | Boca Juniors de Cali   |
| 1952-53 (Dettagli) | Millonarios            | 2-0                          | 3-0                          | Boca Juniors de Cali   |
| 1981 (Dettagli)    | Independiente Medellín | 4 - 2                        | 4 - 2                        | Deportivo Cali         |
| 1981 (Dettagli)    | Independiente Medellín | 3-1                          | 1-1                          | Deportivo Cali         |
| 1989 (Dettagli)    | Ind. Santa Fe          | 3 - 2                        | 3 - 2                        | Unión Magdalena        |
| 1989 (Dettagli)    | Ind. Santa Fe          | 2-0                          | 1-2                          | Unión Magdalena        |
| 2008 (Dettagli)    | La Equidad             | 4 - 3                        | 4 - 3                        | Once Caldas            |
| 2008 (Dettagli)    | La Equidad             | 1-0                          | 3-3                          | Once Caldas            |
| 2009 (Dettagli)    | Ind. Santa Fe          | 3 - 3                        | 3 - 3                        | Deportivo Pasto        |
| 2009 (Dettagli)    | Ind. Santa Fe          | 1-2                          | 2-1 (5-4 dtr)                | Deportivo Pasto        |
| 2010 (Dettagli)    | Deportivo Cali         | 3 - 0                        | 3 - 0                        | Itagüí Ditaires        |
| 2010 (Dettagli)    | Deportivo Cali         | 1-0                          | 2-0                          | Itagüí Ditaires        |
| 2011 (Dettagli)    | Millonarios            | 2 - 0                        | 2 - 0                        | Boyacá Chicó           |
| 2011 (Dettagli)    | Millonarios            | 1-0                          | 1-0                          | Boyacá Chicó           |
| 2012 (Dettagli)    | Atlético Nacional      | 2 - 0                        | 2 - 0                        | Deportivo Pasto        |
| 2012 (Dettagli)    | Atlético Nacional      | 0-0                          | 2-0                          | Deportivo Pasto        |
| 2013 (Dettagli)    | Atlético Nacional      | 3 - 2                        | 3 - 2                        | Millonarios            |
| 2013 (Dettagli)    | Atlético Nacional      | 2-2                          | 1-0                          | Millonarios            |
| 2014 (Dettagli)    | Deportes Tolima        | 3 - 2                        | 3 - 2                        | Ind. Santa Fe          |
| 2014 (Dettagli)    | Deportes Tolima        | 2-0                          | 1-2                          | Ind. Santa Fe          |
| 2015 (Dettagli)    | Atlético Junior        | 2 - 1                        | 2 - 1                        | Ind. Santa Fe          |
| 2015 (Dettagli)    | Atlético Junior        | 2-0                          | 0-1                          | Ind. Santa Fe          |
| 2016 (Dettagli)    | Atlético Nacional      | 3 - 1                        | 3 - 1                        | Atlético Junior        |
| 2016 (Dettagli)    | Atlético Nacional      | 2-1                          | 1-0                          | Atlético Junior        |
| 2017 (Dettagli)    | Atlético Junior        | 3 - 1                        | 3 - 1                        | Independiente Medellín |
| 2017 (Dettagli)    | Atlético Junior        | 1-1                          | 2-0                          | Independiente Medellín |
| 2018 (Dettagli)    | Atlético Nacional      | 4 - 3                        | 4 - 3                        | Once Caldas            |
| 2018 (Dettagli)    | Atlético Nacional      | 2-2                          | 2-1                          | Once Caldas            |
| 2019 (Dettagli)    | Independiente Medellín | 4 - 3                        | 4 - 3                        | Deportivo Cali         |
| 2019 (Dettagli)    | Independiente Medellín | 2-2                          | 2-1                          | Deportivo Cali         |
| 2020 (Dettagli)    | Independiente Medellín | 1 - 1 (5-4 dtr)              | 1 - 1 (5-4 dtr)              | Deportes Tolima        |
| 2021 (Dettagli)    | Atlético Nacional      | 5 - 1                        | 5 - 1                        | Deportivo Pereira      |
| 2021 (Dettagli)    | Atlético Nacional      | 5-0                          | 0-1                          | Deportivo Pereira      |
| 2022 (Dettagli)    | Millonarios            | 2 - 1                        | 2 - 1                        | Atlético Junior        |
| 2022 (Dettagli)    | Millonarios            | 0-1                          | 2-0                          | Atlético Junior        |
| 2023 (Dettagli)    | Atlético Nacional      | 2 - 2                        | 2 - 2                        | Millonarios            |
| 2023 (Dettagli)    | Atlético Nacional      | 1-1                          | 1-1 (5-4 dtr)                | Millonarios            |
| 2024 (Dettagli)    | Atlético Nacional      | 3 - 1                        | 3 - 1                        | América de Cali        |
| 2024 (Dettagli)    | Atlético Nacional      | 3-1                          | 0-0                          | América de Cali        |

## Statistiche per squadra
| Squadra                | Vittorie | Secondi posti |
| ---------------------- | -------- | ------------- |
| Atlético Nacional      | 7        | 0             |
| Millonarios            | 4        | 2             |
| Independiente Medellín | 3        | 1             |
| Ind. Santa Fe          | 2        | 3             |
| Atlético Junior        | 2        | 2             |
| Deportivo Cali         | 1        | 2             |
| Boca Juniors de Cali   | 1        | 1             |
| Deportes Tolima        | 1        | 1             |
| La Equidad             | 1        | 0             |
| Deportivo Pasto        | 0        | 2             |
| Once Caldas            | 0        | 2             |
| Deportivo Pereira      | 0        | 1             |
| Boyacá Chicó           | 0        | 1             |
| Itagüí Ditaires        | 0        | 1             |
| Unión Magdalena        | 0        | 1             |
| América de Cali        | 0        | 1             |